# After Hours (The Penguin)
"After Hours" es el estreno de la miniserie de televisión de drama criminal estadounidense The Penguin, un spin-off de la película The Batman. El episodio fue escrito por la creadora de la serie Lauren LeFranc y dirigido por el productor ejecutivo Craig Zobel. Se emitió por primera vez en HBO en Estados Unidos el 19 de septiembre de 2024 y también estuvo disponible en Max en la misma fecha.
Ambientada una semana después de los eventos de la película, la serie explora el ascenso al poder de Oswald "Oz" Cobb / Penguin (interpretado por Colin Farrell) en el submundo criminal de Ciudad Gótica. Oz se encuentra aliado con un joven llamado Victor (Rhenzy Feliz), mientras también tiene que lidiar con la presencia de Sofia Falcone (Cristin Milioti), quien quiere respuestas sobre la desaparición de su hermano Alberto, el futuro sucesor de su padre Carmine.
Según Nielsen Media Research, el episodio fue visto por aproximadamente 0,242 millones de espectadores en hogares y obtuvo una participación de audiencia de 0,06 entre los adultos de 18 a 49 años. El episodio recibió críticas positivas de los críticos, quienes elogiaron las actuaciones (particularmente de Farrell y Milioti), la dirección, el tono, el diseño de producción y el maquillaje.

## Trama
Una semana después de la explosión del malecón en Ciudad Gótica, la ciudad experimenta una grave ola de criminalidad mientras se extienden rumores de que Alberto Falcone, hijo del fallecido jefe criminal Carmine Falcone, está listo para hacerse cargo del negocio familiar.
El lugarteniente de Carmine, Oswald "Oz" Cobb / Pingüino recupera un escondite de objetos de valor de Falcone del Iceberg Lounge, pero es atrapado por Alberto. Oz lo convence de que están del mismo bando y beben mientras Alberto analiza su nuevo plan para reconstruir el imperio de su padre. Sin embargo, Alberto se siente insultado, creyendo que Oz quiere hacerse cargo de su operación criminal. Mientras insulta y menosprecia las ambiciones de Oz, este último lo mata en un ataque de ira.
Mientras sale para deshacerse del cuerpo de Alberto, Oz encuentra una pandilla que intenta robar las llantas de su auto y comienza a dispararles. Sólo uno de ellos, de nombre Víctor Aguilar, queda atrás. Obliga a Víctor a llevarlo por la ciudad para realizar múltiples recados. Por la mañana, decide perdonarle la vida, haciéndole trabajar para él. Oz se reúne con Johnny Vitti, el subjefe de la familia criminal Falcone. Se le informa que la operación de drogas de Oz se trasladará a otra parte de Gotham, y a pesar de las protestas de Oz, la decisión es definitiva. También conoce a la hija de Falcone, Sofía, una asesina en serie que ha sido liberada del Asilo Arkham. Ella cena con Oz, y se da cuenta de que él robó el plan de drogas de Alberto. 
Más tarde consigue que Víctor lo acompañe a visitar a su madre, Francis, donde confiesa haber asesinado a Alberto. Oz quiere abandonar Ciudad Gótica, pero su madre le dice que debe aceptar la idea de apoderarse del submundo criminal de la ciudad. Oz visita la Penitenciaría Blackgate para hablar con Salvatore Maroni, el rival de los Falcone. Él se ofrece a trabajar como agente doble y ayudarlo a destruir el imperio criminal de esa familia, pero Maroni no está dispuesto a aceptarlo, dado que Oz anteriormente trabajó en su contra. Oz se va pero devuelve un anillo que Falcone le había quitado a Maroni como muestra de confianza. 
Mientras conduce, Oz es visto por Sofía y se ve obligado a huir en una persecución en coche. Intenta escapar de sus secuaces en la calle, pero es atrapado y queda inconsciente. Lo llevan a la mansión Falcone, lo desnudan y lo torturan, mientras Sofía exige saber el paradero de Alberto. De repente, un coche entra en la zona y se estrella contra una estatua. Sofía abre el baúl y se horroriza al encontrar el cadáver de Alberto, junto con la palabra "Payback" escrita. Oz es liberado y se reúne con Víctor, después de haber incriminado secretamente a Maroni por el asesinato de Alberto. Mientras Oz y Victor beben granizados juntos, Oz reitera su plan de apoderarse de la familia criminal Falcone e invita a Victor a ser parte de su plan, lo cual Victor acepta.

## Producción

### Desarrollo

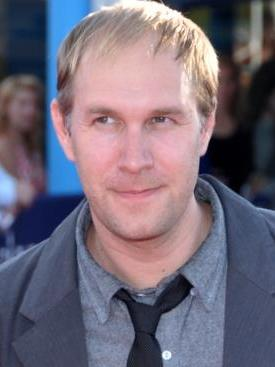
El productor ejecutivo Craig Zobel dirigió el episodio.

El episodio fue escrito por la creadora de la serie Lauren LeFranc y dirigido por el productor ejecutivo Craig Zobel. La participación de Zobel se confirmó en octubre de 2022, cuando se confirmó que dirigiría el primer episodio.

### Escritura
Michael Zegen explicó que la muerte de su personaje fue un punto clave en el arco argumental de Sofia: "Creo que eso realmente la empujó al límite y la llevó a convertirse en lo que es. Tenían una relación tan cercana y siento que él era su roca y, viceversa, ¿hacia dónde va ella a partir de ahora? No tiene a nadie ahora".
El personaje de Víctor Aguilar fue creado para construir una dinámica con Oz. Lauren LeFranc mencionó las similitudes entre sus diferentes discapacidades: "Quería que ambos tuvieran esa conexión sin que se convirtiera en algo de lo que hablaran todo el tiempo, al igual que muchos de nosotros tenemos diferentes cosas con las que todos luchamos, y no moldea todo lo que somos, pero es parte de ello". También agregó: "En nuestro mundo criminal arraigado, siendo realistas, a los hombres jóvenes se les cría y se les enseña a ser violentos en la mafia. Eso es parte de ello; es esa cultura de preparación. Y entonces Oz realmente está preparando a Victor de muchas maneras, y estaba interesada en contar una historia como esa".
Con el final, LeFranc quería demostrar lo inteligente y calculador que podía ser Oz, con la esperanza de que mostrara que era "muy inventivo en su violencia y su ambición". Tampoco quería terminar con un final en suspenso: "Quería establecer el tono para la audiencia del tipo de programa que queríamos ser. Un tipo como Oz puede hacer toda esta increíble violencia. Esta mujer puede torturarlo y luego, al final del día, él todavía puede sentarse y tomar un granizado y aparentemente no verse afectado. Y eso lo convierte en un personaje muy extraño, y quería mostrar eso".

### Maquillaje
Mike Marino, quien trabajó como diseñador de prótesis en The Batman, repitió sus funciones para la serie. Para la escena en la que torturan a Oz, Farrell tuvo que usar todo su maquillaje y "una pieza de velcro para pegarse y un bonito vello púbico retro" para ser "anatómicamente correcto". Farrell dijo: "Me sentí increíblemente expuesto, aunque no lo era en absoluto. Estaba totalmente cubierto, pero estaba cubierto por un hombre desnudo. Y no es que pensara que yo era él, pero tuvo un efecto muy extraño en mi ego".

### Música
El equipo quería una canción "vergonzosa" para usar en la escena en la que Oz recoge a Víctor en su auto después de llegar en el tren subterráneo. La escena se filmó sin una canción específica en mente y luego el equipo consideró muchas opciones. Posteriormente se decidieron por "9 to 5" de Dolly Parton, y Craig Zobel explicó: "Tal vez él tenía esa cinta y, ya sabes, creció amando mucho a Dolly Parton. No querría que Victor lo supiera mientras intentaba ser un personaje duro y aterrador. Parecía que era la combinación adecuada".

## Recepción

### Audiencia
En su emisión original en Estados Unidos, "After Hours" fue visto por un estimado de 0,242 millones de espectadores en hogares, con un 0,06 en el grupo demográfico de 18 a 49 años. Esto significa que el 2,2 por ciento de todos los hogares con televisor vieron el episodio.

### Reseñas críticas
"After Hours" recibió críticas positivas de los críticos. El sitio web agregador de reseñas Rotten Tomatoes informó una calificación de aprobación del 100% para el episodio, con una calificación promedio de 8.4/10 y basada en 12 reseñas de críticos.
Tyler Robertson de IGN le dio al episodio un "excelente" 8 de 10 y escribió en su veredicto: "El estreno de The Penguin recupera la atmósfera melancólica de The Batman mientras extrae más de lo que hizo que la interpretación de Colin Farrell de Oswald Cobb fuera tan cautivadora. Y promete expandir esas cualidades aún más. Su presupuesto del tamaño de una serie de televisión es notable, pero no le resta valor a la introducción bien tramada de esta mirada detrás de escena a las familias mafiosas de Ciudad Gótica y el ascenso de Oz Cobb".
William Hughes de The AV Club le dio al episodio una calificación de "B" y escribió: "El director Craig Zobel ha hecho un buen trabajo al recrear el aspecto básico de The Batman, toda la luz solar granulada y las farolas de color ámbar, pero el programa en sí está tan desinteresado en todo lo que tenga que ver con su material original que la conexión se siente en gran parte académica. Farrell y Milioti siguen siendo convincentes, pero si, como promete el programa, The Penguin está en ascenso, todavía no podemos comprender esa trayectoria". Nate Richard de Collider le dio al episodio una calificación de 9 sobre 10 y escribió: "Esta serie no solo está tratando de hacer lo mismo que Reeves hizo con The Batman, y el episodio introductorio demuestra que The Penguin no es solo otra historia sobre gánsteres".
Andy Andersen de Vulture le dio al episodio una calificación de 4 estrellas de 5 y escribió: "Bajo la cuidadosa dirección narrativa de la showrunner Lauren LeFranc, The Penguin presenta a Oswald Cobb (Colin Farrell) en un monstruoso (pero reconociblemente humano) arco de "ascenso al poder" que se siente tan cómodo presentado junto al canon de drama criminal de HBO como lo hace con las tarifas centradas en villanos de DC como Peacemaker o Harley Quinn". Josh Rosenberg de Esquire escribió: "Este tipo de salida afortunada sucede una y otra vez a lo largo de The Penguin, lo que te obliga a cuestionar por qué alguien mantiene a Oz caminando como un pato. Es algo bueno que lo hagan. No es Yojimbo, pero su capacidad para jugar en ambos lados y hacer tropezar la escalera criminal hace que la televisión sea entretenida. No importa cuántas decisiones estúpidas y horribles tome The Penguin, tengo la sensación de que me va a gustar este tipo".
Joe George de Den of Geek le dio al episodio una calificación de 3 estrellas de 5 y escribió: "Con sus primeros planos y sus problemas de fondo, El Pingüino sofoca a Farrell y hace que su actuación sea vergonzosa. Cuando está rodeado de actores que ofrecen actuaciones naturalistas, los gruñidos, los andares y las muecas de desprecio parecen fuera de lugar, como si Oz fuera un personaje de cómic que se adentrara en un drama criminal realista. Lo cual, por supuesto, es". Sean T. Collins de Decider escribió: "Podrías pasar este tiempo viendo Los Soprano, The Wire, Boardwalk Empire, algo sobre el crimen urbano que no sea también sobre personajes renovados de cómics infantiles, torpemente calzados con calzador en un programa donde la gente es desnudada y tiene sus axilas cortadas con alambre de piano. Alternativamente, podrías simplemente ver una historia sobre personajes de Batman que realmente tenga a Batman en ella: el superhéroe icónico que se pone un traje negro aterrador y lucha contra el crimen cometido por personajes de Lewis Carroll. En cambio, tienes El Pingüino, y no es ni pez ni ave".